# XP Malls FII
O XP Malls FII é um Fundo de Investimento Imobiliário, constituído em 28 de dezembro de 2017, com cotas negociadas na B3. O Fundo é sediado na cidade de São Paulo, tem como objetivo geração de renda com alugueis, com investimentos predominante em imóveis comerciais do tipo Shopping, atualmente possui participação em 15 Shoppings localizados nos Estados de São Paulo, Rio de Janeiro, Minas Gerais, Rio Grande do Norte, Bahia e Amazonas. Segundo Relatório gerencial publicado em Março de 2022, o Fundo contava naquela data com 255.243 mil contistas.

## Shoppings do Fundo
Atualmente o XP MALLs FII detém participação em 15 empreendimentos, com participações de: 49,99% do Catarina Fashion Outlet (Administrado pela JHSF), 39,99% do Shopping Ponta Negra (Administrado pela JHSF), 24,99% do Shopping Bela Vista (Administrado pela JHSF), 45,00% do Natal Shopping (Administrado pela Ancar Ivanhoe), 19,90% do Internacional Shopping (Administrado pela Gazit Brasil), 35,00% do Caxias Shopping (Administrado pela Aliansce Sonae), parte dos blocos 5, 7 e 17 do Downtown-RJ (Administrado pela Ancar Ivanhoe), 16,99% do Shopping Cidade Jardim (Administrado pela JHSF), 15,00% do Santana Parque Shopping (Administrado pela Aliansce Sonae), 10,00% do Plaza Sul Shopping (Administrado pela Aliansce Sonae), 8,00% do Shopping Cidade São Paulo (Administrado pela Cyrela Commercial Properties), 30,00% do Cidade Jardim Shops (Administrado pela JHSF), 27,72% do Via Parque Shopping (Administrado pela Aliansce Sonae), 9,05% do Shopping da Bahia (Administrado pela Aliansce Sonae) e 40,00% do Shopping Estação BH (Administrado pela BRMalls).

### São Paulo
- CJ Shops Jardins - São Paulo
- Plaza Sul Shopping - São Paulo
- Shopping Cidade São Paulo - São Paulo
- Shopping Cidade Jardim - São Paulo
- Santana Parque Shopping - São Paulo
- Internacional Shopping - Guarulhos
- Catarina Fashion Outlet - São Roque

### Rio de Janeiro
- Shopping Downtown - Rio de Janeiro
- Via Parque Shopping - Rio de Janeiro
- Caxias Shopping - Duque de Caxias

### Minas Gerais
- Shopping Estação BH - Belo Horizonte

### Rio Grande do Norte
- Natal Shopping - Natal

### Bahia
- Shopping Bela Vista - Salvador
- Shopping da Bahia - Salvador

### Amazonas
- Shopping Ponta Negra - Manaus

## Fotos de Shoppings com participação do Fundo

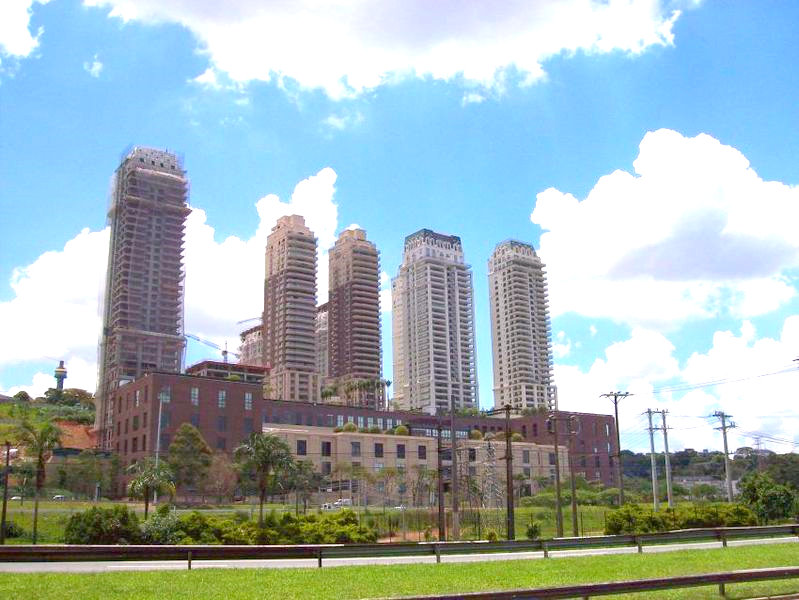
Shopping Cidade Jardim em São Paulo.
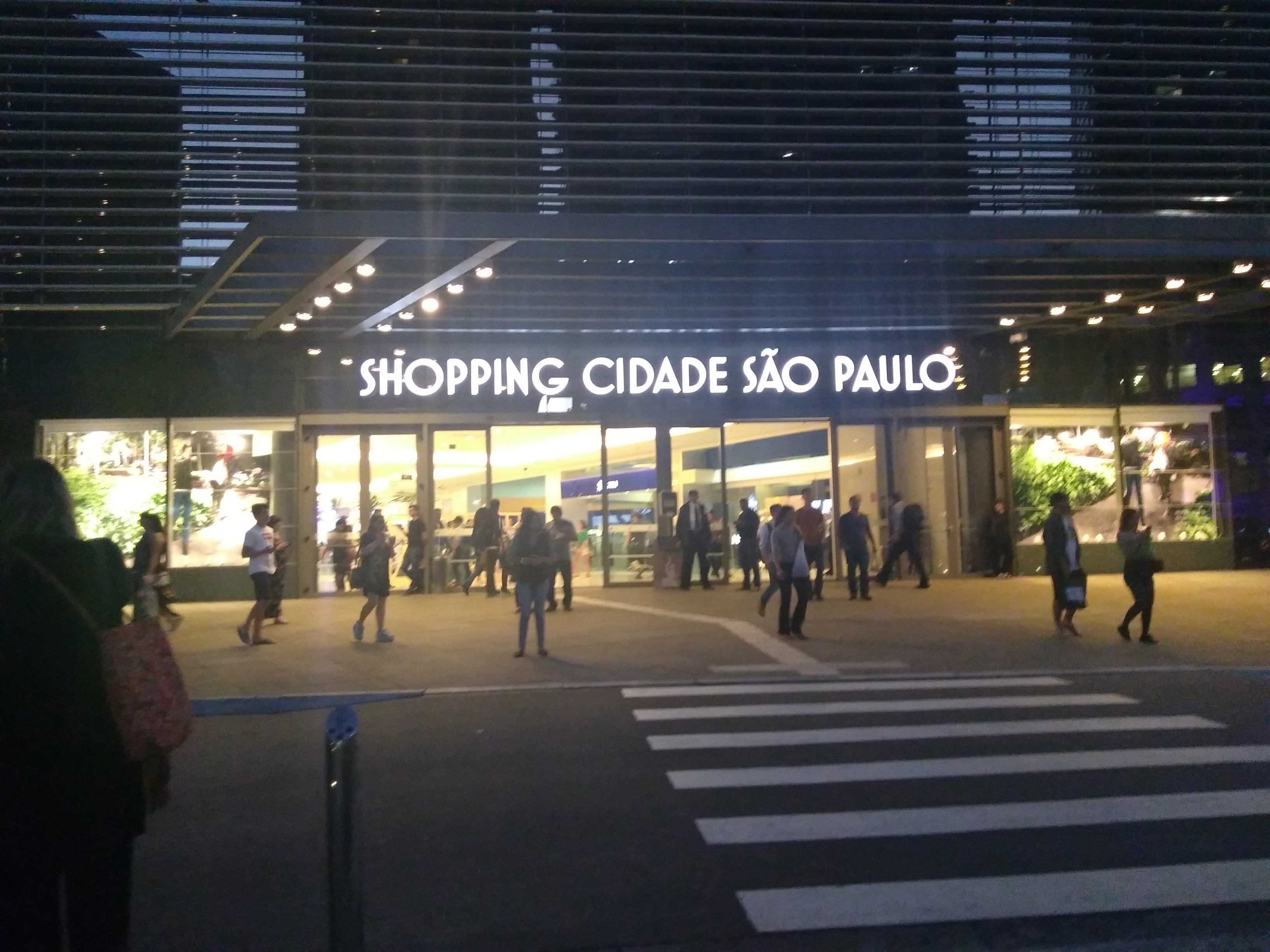
Shopping Cidade de São Paulo em São Paulo.
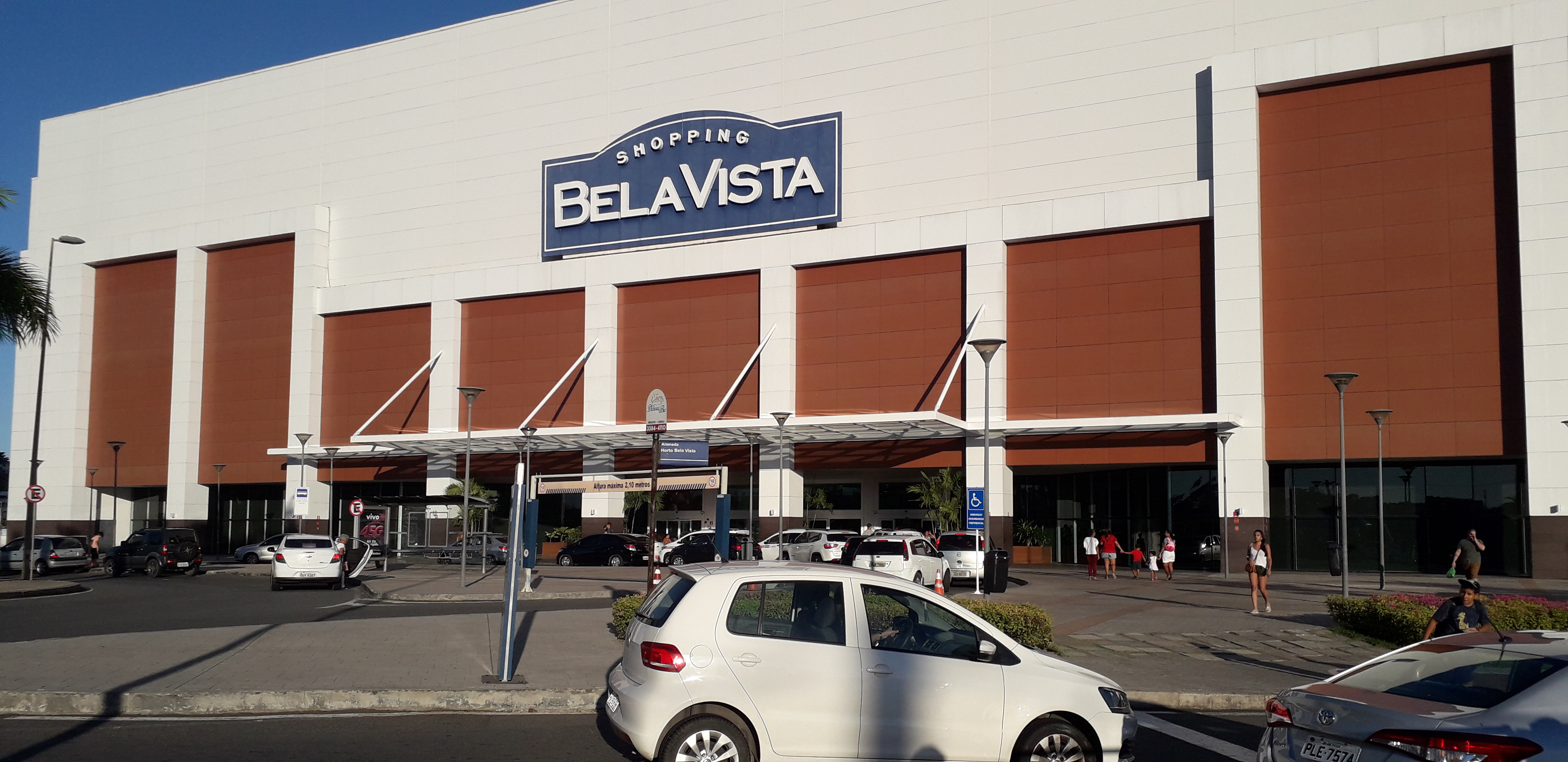
Shopping Bela Vista em Salvador.